# Basa Mihály
Egerpataki Basa Mihály (?, 1799. február – Harasztos, 1878. május 31.) református lelkész, esperes.

## Élete
Harasztosi református lelkész, a nagyenyedi egyházmegye esperese, az erdélyi református egyházkerület közügyigazgatója volt. Miután befejezte tanulmányait, 1825-ben másodpap lett Kézdivásárhelyen, azután Uzonban, 1828-ban Felvincen, 1842-ben pedig Nagyenyeden volt lelkész. Innen 1849-ben menekülni kényszerült a románok elől; 1850-ben Harasztoson foglalt el lelkészi állást. 1855-től a nagyenyedi egyházmegye esperese, 1865-től az erdélyi egyházkerület közügyigazgatójaként tevékenykedett.

## Munkái
- Halotti beszéd Miksa Imréné Trauzner Mária felett. (Nagyenyed, 1838.)
- Halotti könyörgés gr. Széchenyi István felett. (Kolozsvár, 1860.)
- A nagyenyedi ref. egyházmegye és az abban levő egyházak történelme (Erdélyi Egyházkerületi Névkönyv, 1867–8.)
- Gyászbeszéd Szilvási Miklós felett. (Kolozsvár, 1870.)

Írt a Vasárnapi Ujságba is (1867.)